# Seyyed Mostafa Khamenei

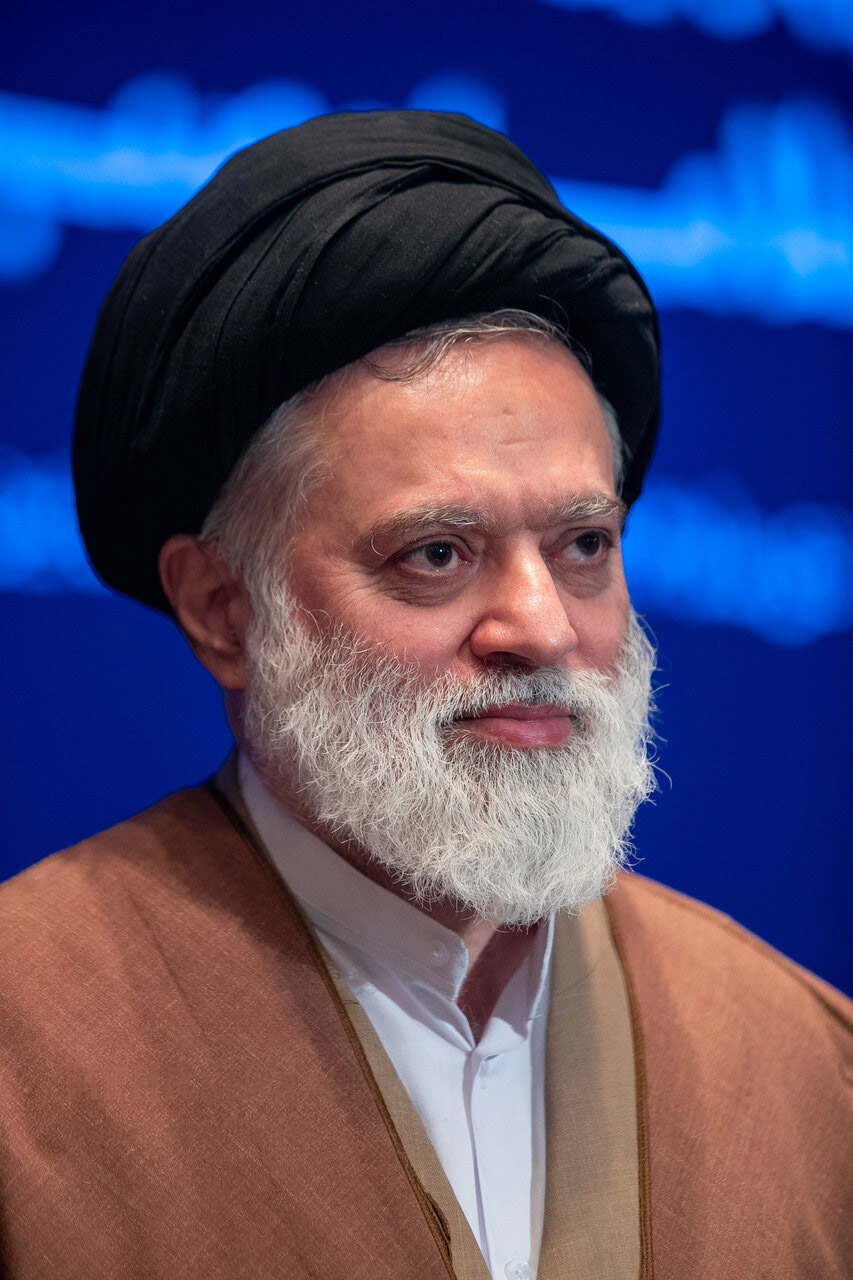
Seyyed Mostafa Khamenei, 2025.

Seyyed Mostafa Khamenei (persiska: سید مصطفی خامنه‌ای) är den äldsta sonen till Irans religiöse ledare Seyyed Ali Khamenei och äldre bror till Mojtaba Khamenei. Han är även svärson till Azizallah Khoshvaqt (persiska: عزیزالله خوشوقت), en i Iran känd religiös lärd.